# 9238 Yavapai
9238 Yavapai (1997 HO2) là một tiểu hành tinh vành đai chính được phát hiện ngày 28 tháng 4 năm 1997 bởi P. G. Comba ở Prescott.